# Смородина малоцветковая
Сморо́дина малоцветко́вая (лат. Ribes pauciflorum) — кустарник, вид растений рода Смородина (Ribes) семейства Крыжовниковые (Grossulariaceae).

## Распространение и экология
Растёт в Восточной Сибири и на Дальнем Востоке, а также в Северо-Восточном Китае и Монголии в лиственных и смешанных лесах, часто встречается по опушкам и местам, где были лесные пожары.

## Ботаническое описание
Листопадный кустарник высотой до 1,5 метров, даёт обильную корневую поросль. Побеги тонкие, желтовато-серые, с густым опушением.
Листья длиной около 7 см, 3—5-лопастные, светло-зелёные. Лопасти треугольные, тупые, средние крупнее боковых, по краям с тупыми или округлыми зубцами. Верхняя сторона листовой пластинки голая, нижняя имеет опушение.
Цветки обоеполые, желтоватые, с густоопушёнными цветоножками, собраны по 3—12 штук в короткие кистевидные соцветия. Гипантий гладкий, у основания вздутый, ближе к зеву суженный.
Плоды — ароматные съедобные ягоды, крупные (до 12 мм диаметром), шаровидные, чёрного цвета. Созревают в июле — августе.

## Значение и применение
Ягоды смородины малоцветковой используются местным населением в районах произрастания в пищу в свежем виде и для заготовок на зиму.
Этот вид также используется в селекции, благодаря зимостойкости, устойчивости к болезням, хорошей транспортабельности ягод.
Весенний медонос и пыльценос. Хорошо посещается пчёлами. Продуктивность нектара 100 цветками в условиях юга Дальнего Востока — 19,8—20,6 мг сахара.